# Гофман, Иоганн Йозеф
Иоганн Йозеф Гофман (нем. Johann Joseph Hoffmann, 1805—1878) — немецкий востоковед и лингвист, специализировался на изучении японского и китайского языков. Член Прусской академии наук и Нидерландской королевской академии наук.

## Биография
Иоганн Йозеф Гофман родился 16 февраля 1805 года в Вюрцбурге. После учебы в родном городе решил попробовать свои силы на сцене, но случайная встреча с немецким путешественником и естествоиспытателем Филиппом Францем фон Зибольдом полностью изменила его жизнь и с тех пор он сосредоточился на восточной филологии.
Поселившись в Голландии, Гофман посвятил себя изучению японского и китайского языков и литературы и вскоре занял место на кафедре в Лейденском университете.
Среди его наиболее известных трудов: «Japanische Sprachlehre» (1877); «Japanische Studien» (1878); «Catalogus librorum et manuscriptorum japonicorum» (1845). Также, совместно с натуралистом Зибольдом он издал обширный труд: «Nippon. Archiv zur Beschreibung von Japan» etc. (1832—1851).
За свой вклад в науку был принят в члены Прусской академии наук и Нидерландской королевской академии наук.
Иоганн Йозеф Гофман умер 23 января 1878 года в городе Гааге.